# Анджей Каєтан Врублевський
Анджей Каєтан Врублевський (нар. 1933) — польський фізик-експериментатор та історик науки, який займався головним чином фізикою елементарних частинок та історією фізики, енциклопедист і популяризатор. Повний професор фізичних наук і дійсний член Польської академії наук (з 1991), віце-президент Польської академії мистецтв і наук (2009—2018), ректор Варшавського університету (1989—1993) і декан тамтешнього фізичного факультету (1986—1989), головний редактор науково-популярного журналу Уранія (1959—1964). Почесний доктор кількох університетів і лауреат багатьох премій, у тому числі медалі Смолуховського — найвищої нагороди Польського фізичного товариства (1999).
Як фізик елементарних частинок він відомий, зокрема, свохїми дослідженнями дивної матерії. Він популяризував фізику та її історію — різних галузей і епох — через книги, статті та публічні лекції.

## Біографія
Закінчив Ліцей імені Владислава IV у Варшаві. У 1955 році здобув диплом з фізики на факультеті математики, фізики та хімії Варшавського університету, де працював з 1954 року. У 1961 році захистив докторську дисертацію «Дослідження гіперонів Λ0 за допомогою ядерних емульсій», написану під керівництвом Маряна Даниша. 1964 року здобув ступінь доктора філософії на основі роботи «Отримання дивних частинок у π-p-взаємодіях при енергії 10 ГеВ». 1971 року став доцентом, а 1979 року — професором Варшавського університету. У 1975—1981 був директором Інституту експериментальної фізики, в 1986—1989 деканом фізичного факультету, в 1989—1993 — ректором Варшавського університету.

## Наукова діяльність
Спеціальністю Врублевського є фізика елементарних частинок та історія фізики. Він проводить дослідження механізму утворення адронів. Зокрема, він виявив залежність між середньою множинністю утворених частинок і дисперсією їх розподілу (так звана формула Врублевського, Wróblewski relation) і ввів так званий коефіцієнт Врублевського (Wróblewski factor).
Він опублікував сотні заміток про відомих учених у щомісячному журналі Знання і життя під назвою «Вчені в анекдотах». На її основі створено однойменні книги.
Врублевський розробив перші правила категоризації польських наукових установ на основі параметричних показників.

## Членство в організаціях
Наукові товариства та академії наук:
- 1954: Польське астрономічне товариство,
- 1955: Польське фізичне товариство,
- 1976: член-кореспондент Польської академії наук
- 1983: Варшавське наукове товариство,
- 1991: дійсний член Польської академії наук,
- 1998: член-кореспондент Польської академії знань,
- 2004: дійсний член Польської академії знань,
- 2009: віце-президент Польської академії знань.

Комісії, комітети та ради:
- 1979—1989: Центральна кваліфікаційна комісія з питань наукових кадрів при прем'єр-міністрі, в 1981—1987 — віце-президент,
- 1985—2002: голова наукової ради Центру космічних досліджень Польської академії наук,
- 1992—1995: голова ради з питань освіти при президенті Леху Валенсі,
- 1993—1999: комітет наукової політики CERN ,
- 1994—2000: Науково-дослідний комітет Польщі[pl], в 1997—2000 — віце-президент[2],
- з 1996: голова наукової ради Інституту історії науки[pl] Польської академії наук[5].

## Нагороди
Почесні докторські ступені
- 1980: Зігенський університет (Німеччина),
- 1990: Університет Чепмена в Оранжі (США) ,
- 1992: Університет Глазго[2],
- 2011: Варшавський технологічний університет[6],
- 2017: Університет Яна Кохановського в Кельце[4].

Нагороди
- 1975: медаль Комісії народної освіти[pl],
- 1976: лицарський хрест Ордена Відродження Польщі,
- 1984: командорський хрест Ордена Відродження Польщі,
- 1998: командорський хрест із зіркою Ордена Відродження Польщі,
- 1994: офіцерський хрест ордена «За заслуги» (Франція)[2].

Інші відзнаки
- 1973: Премія Марії Склодовської-Кюрі,
- 1999: Медаль Мар'яна Смолуховського,
- 2005: Премія Прем'єр-міністра за видатні наукові досягнення[4] ,
- 2010: Наукова премія імені Миколая Коперника[pl] у галузі натурфілософії,
- 2020: Спеціальна нагорода до сторіччя Польського фізичного товариства[7],
- 2021: Премія ім Яна Єнджеєвича від Інституту історії науки Польської академії наук[pl] та міста Плоньськ — за книгу «Історія фізики в Польщі»[8].
- 2021: Золота троянда Фестивалю науки у Варшаві[pl] — за книгу «Історія фізики в Польщі»[9].

## Вибрані публікації
Врублевський є автором понад 200 статей з фізики високих енергій, кількох книг, перекладів з англійської та російської мов. Зокрема, він перекладав польською роботи українського радянського астронома Миколи Барабашова та американського астронома українського походження Отто Струве. Він також написав статтю «Фізика в XX столітті» в Енциклопедії PWN.
Власні книги
- 1958: Z tajemnic Marsa, w serii «Biblioteka Problemów», PWN
- 1976: Wstęp do fizyki, wraz z Januszem Zakrzewskim, t. 1, PWN
  - 1984: II wydanie
  - 1989: t. 2, cz. 1, ISBN 83-0107012-9
  - 1991: t. 2, cz. 2, ISBN 83-0109498-2
- 1982: Prawda i mity w fizyce, Zakład Narodowy im. Ossolińskich, ISBN 83-0401031-3
  - 1987: II wydanie, Wydawnictwo Iskry, ISBN 83-2070880-X
  - 1998: Sự thật và huyền thoại trong vật lý học — wydanie wietnamskie, tłum. Nguyễn Văn Hướng
- 1999: Uczeni w anegdocie, Prószyński i S-ka, ISBN 83-7255016-6
  - 2004: Uczeni w anegdocie. Poczet 2, ISBN 83-7337643-7
  - 2010: 200 uczonych w anegdocie. Ks. 1 i 2, Świat Książki, ISBN 978-83-2471853-5, ISBN 978-83-2472001-9
  - 2018: 300 uczonych prywatnie i na wesoło. T. 1 i 2, Prószyński i S-ka, ISBN 978-83-8123-259-3, ISBN 978-83-8123-282-1
- 2006: Historia fizyki — od czasów najdawniejszych do współczesności, Wydawnictwo Naukowe PWN, ISBN 978-83-0114635-1
  - 2007—2019: dodruki (łącznie 8)
- 2020: Historia fizyki w Polsce, PWN, ISBN 9788301211387.

Переклади
- 1957: G. W. K. Ford., E. Parkins., H. S. Isbin, O reaktorach jądrowych, PWN, wraz ze Stanisławem Zasadą — z angielskiego,
- 1960: A.P. French, Zasady fizyki współczesnej, PWN — z angielskiego,
- 1961: N. P. Barabaszow, A. A. Michajłow, J. N. Lipski, Atlas odwrotnej strony Księżyca, PWN — z rosyjskiego,
- 1967: Otto Struve, Velta Zebergs, Astronomia XX wieku, PWN — z angielskiego,
- 1968: Bruno Rossi, Promieniowanie kosmiczne, seria «Biblioteka Problemów», PWN — z angielskiego.

Редакції колективних та інших праць
- 1959—1964: redaktor naczelny czasopisma Urania[10]
- 1980: Z powrotem na Ziemię. Spór o pochodzenie cywilizacji ludzkich, seria «Rodowody Cywilizacji», Państwowy Instytut Wydawniczy, ISBN 83-0600167-2,
  - 2000: II wydanie, Prószyński i S-ka, ISBN 83-7180868-2,
- 1983: Encyklopedia fizyki współczesnej[11],
- 1996: Świat nauki współczesnej. Tom 1, przekł. z fr. Agata Bernat et al., PWN, ISBN 83-0111805-9,
- 1996: 75 lat fizyki na Hożej. Praca zbiorowa, wraz z Martą Kicińską-Habior, Wydawnictwa Uniwersytetu Warszawskiego, ISBN 83-9053340-5,
- 1997: 75 lat fizyki na Hożej. Spis publikacji z lat 1971—1995, wraz z Martą Kicińską-Habior, WUW, ISBN 83-9053341-3,
- 2016: Nauki ścisłe i przyrodnicze na Uniwersytecie Warszawskim, WUW, ISBN 978-83-2352122-8, ISBN 978-83-2351791-7,
- 2016: Portrety uczonych: profesorowie Uniwersytetu Warszawskiego, 6 tomów: 1816–1915; 1915–1945 A-Ł, M-Ż; po 1945 A-K, L-R, S-Ż; WUW,
- 2021: 100 lat fizyki od Hożej do Pasteura. Księga wspomnień, WUW, ISBN 978-83-235-5144-7.

Передмови, післямови, внески до колективних праць
- 1979: Werner Heisenberg, Ponad granicami, seria «Biblioteka Myśli Współczesnej», tłum. z niem. Krzysztof Wolicki, PIW, ISBN 83-0600062-5,
- 1990: John Taylor, Nauka i zjawiska nadnaturalne, PIW,
- 1997: Albert Einstein, Teoria względności i inne eseje, tłum. z ang. Piotr Amsterdamski, Prószyński i S-ka, ISBN 83-7180019-3,
- 2004: Lekcje Marii Skłodowskiej-Curie, WSiP,
- 2007: Feynman radzi, PWN, tytuł posłowia: Feynman — uczony i wykładowca,
- 2011: Isaac Newton, Matematyczne zasady filozofii przyrody, tłum. z łac. Jarosław Wawrzycki, Copernicus Center Press, ISBN 978-83-62259-24-3.